# Scyrmiades
 (mars 2023).
Si vous disposez d'ouvrages ou d'articles de référence ou si vous connaissez des sites web de qualité traitant du thème abordé ici, merci de compléter l'article en donnant les références utiles à sa vérifiabilité et en les liant à la section « Notes et références ».

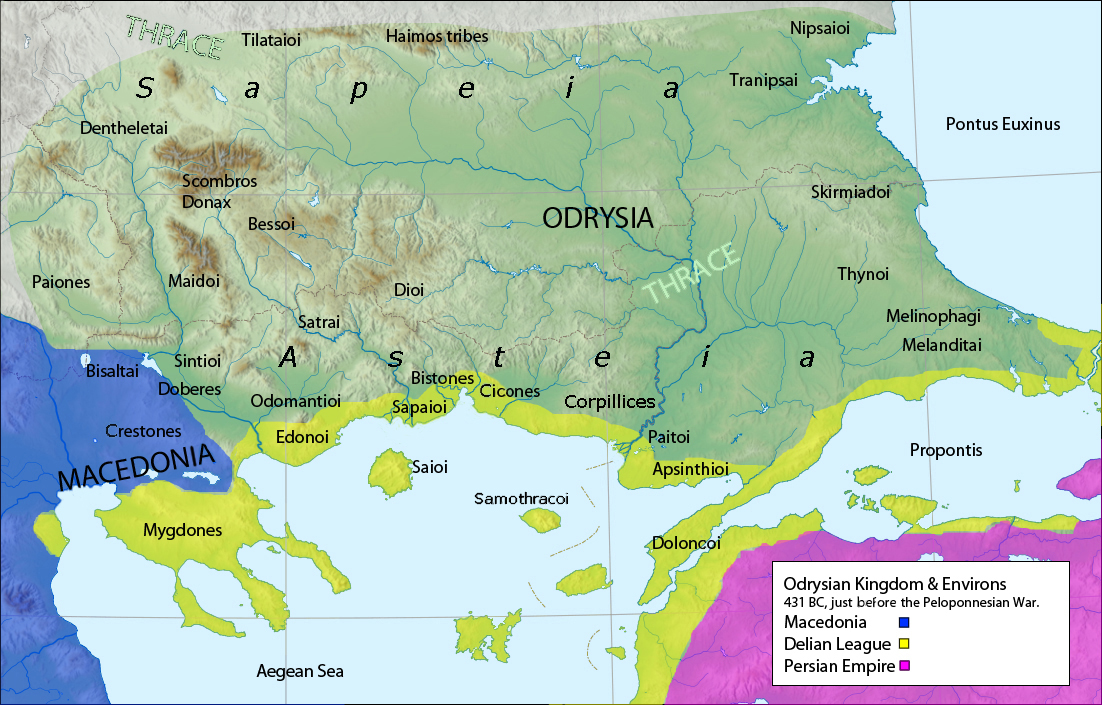
Les peuples thraces dans le sud-est des Balkans au

Les Scyrmiades étaient une tribu thrace installée, au milieu du Ier millénaire av. J.-C., dans le sud-est de la Thrace, sur les pentes nord du Salmydessos (actuel massif de la Strandja), au sud et au sud-ouest de la ville d'Appollonia (actuelle Sozopol). 
Leurs voisins étaient, au nord, les Nipséens, à l'ouest, les Odryses et, au sud, les Thynéens ou Thyniens.
Ils sont mentionnés pour la première fois dans le récit d'Hérodote relatant l'expédition de Darius Ier contre les Scythes. Xénophon les appelle les Mélanophagues.
Leur principal sanctuaire était le site de Beglik Tash, à six kilomètres au nord de la ville de Primorsko, dédié au culte solaire.